# Камчатка (Красноярский край)
Камчатка — деревня в Новосёловском районе Красноярского края России. Входит в состав Бараитского сельсовета.

## География
Деревня расположена в 55 км к северо-западу от районного центра Новосёлово.

## Население
| 2010 |
| ---- |
| 148  |

Гендерный состав
По данным Всероссийской переписи населения 2010 года 65 мужчин и 83 женщины из 148 чел.